# Rubus tereticaulis
Rubus tereticaulis — вид роду Magnoliopsida, описаний P. J. M і Uuml;ll.. Rubus tereticaulis належить до роду Rubus, родини Rosaceae.